# Ділення з остачею

17 = 3 * 5 + 2

Ділення з остачею (ділення за модулем, ділення націло) — арифметична операція, результатом якої є два числа: частка та остача.

## Визначення
Поділити з остачею ціле число {\displaystyle \ a} на натуральне число {\displaystyle \ b>0} означає подати його у вигляді:
{\displaystyle a=b\cdot q+r,\quad 0\leqslant r<b,\quad q\in \mathbb {Z} .}
{\displaystyle \ q} — називають неповною часткою,
{\displaystyle \ r} — остачею від ділення.
Якщо {\displaystyle \ r=0,} то:
- кажуть, що {\displaystyle \ a} ділиться на {\displaystyle \ b.} Позначається {\displaystyle a\,\vdots \,b.}
- {\displaystyle \ b} є дільником {\displaystyle \ a.} Визначення дільника відрізняється від визначення дільника в звичайному діленні.

Наприклад, при діленні з остачею {\displaystyle a=17} на {\displaystyle b=5} отримаємо неповну частку {\displaystyle q=3} та остачу {\displaystyle r=2:}
{\displaystyle 17=5\cdot 3+2.}
Також можливе ділення з остачею дійсних чисел на додатні дійсні числа.
При діленні на від'ємне число, навіть для цілих чисел, результат не є таким, що інтерпретується однозначно. В теорії чисел прийнято, що {\displaystyle r\geqslant 0,} в мовах програмування, здебільшого, це не виконується.

## У програмуванні
Наприклад, у Паскалі операція mod обчислює остачу від ділення, а операція div обчислює частку:
```
17
 
mod
 
5
 
=
 
2

17
 
div
 
5
 
=
 
3

```